# مایک ادواردز (بازیکن فوتبال، زاده۱۹۸۰)
مایک ادواردز (انگلیسی: Mike Edwards؛ زادهٔ ۲۵ آوریل ۱۹۸۰) بازیکن فوتبال اهل بریتانیا است.
از باشگاه‌هایی که در آن بازی کرده‌است می‌توان به باشگاه فوتبال کولچستر یونایتد، باشگاه فوتبال هال سیتی، باشگاه فوتبال کارلایل یونایتد، باشگاه فوتبال گریمزبی تاون، و باشگاه فوتبال نوتس کانتی اشاره کرد.